# 德米特里·瓦尔沙洛维奇
德米特里·亚历山德罗维奇·瓦尔沙洛维奇（俄语：Дмитрий Александрович Варшалович，1934年8月14日—2020年4月21日），俄罗斯理论物理学家，俄罗斯科学院院士。

## 生平
1934年8月14日生于苏联列宁格勒。1957年毕业于列宁格勒国立大学物理系，同年就职于苏联科学院物理技术研究所，从事天体物理理论研究工作，具体涉及宇宙内星际介质、分子云、爆炸过程等。1968年获博士学位。1979年开始担任列宁格勒理工学院空间科学系教授。2003年至2018年，任空间系主任。1994年当选俄罗斯科学院通讯院士，2000年当选俄罗斯科学院物理学部院士。2020年4月21日逝世。